# Miasteczko poligonowe w Toruniu
Miasteczko poligonowe w Toruniu – dawne pruskie miasteczko wojskowe, znajdujący się w Stawkach i Podgórzu, obecnie wchodzących w skład Torunia.
Poligon położony w Kotlinie Toruńskiej w Stawkach i Podgórzu jest jednym z najstarszych tego typu obiektów w Polsce. Podczas zaboru pruskiego przy poligonie mieściło się miasteczko, w którym przebywało na przestrzeni lat od 3 do 20 tys. żołnierzy. Znajdowało się w nim ok. 50 budynków. Żołnierze wyższą rangą mieszkali w murowanych domach, pozostali w blaszanych barakach. Miasteczko miało własną infrastrukturę: studnie, wieżę ciśnień, kolej wąskotorową i polową sieć telefoniczną. Ponadto na terenie miasteczka mieściło się kasyno oficerskie, poczta i restauracje.
Większość obiektów wchodzących w skład miasteczka zostało rozebranych. Kolej wąskotorową zdemontowano na początku lat 70. XX wieku. W 2017 roku wyburzono barak położony przy ul. Letniej. Pozostały budynki przy ul. Okólnej nr 23/27 i 37/41, gdzie mieściły się restauracja Hohenzollern-Park i Kaiserhof, określana w źródłach jako hotel lub restauracja. Obecnie w budynku, gdzie mieściło się Kaiserhof, znajduje się juwent oo redemptorystów. Zachowała się również brama Artyleria – Bóg Wojny.
Miasteczko poligonowe figuruje w gminnej ewidencji zabytków (nr 2225).